# Soley Soley
Soley Soley är en låt av den skotska popgruppen Middle of the Road som utgavs som singel 1971. Låten är skriven av den spanska trummisen Fernando Arbex, känd för sitt medlemskap i den spanska popgruppen Los Brincos under 1960-talet. Middle of the Road spelade in låten då de var på besök i Spanien. "Soley Soley" blev en stor hit i nästan hela västra Europa kring årsskiftet 1971-1972. Den blev däremot ingen framgång i USA.
Singelns b-sida "To Remind Me" var samkomponerad med Lally Stott som stod bakom gruppens tidigare hits "Chirpy Chirpy Cheep Cheep" och "Tweedle Dee, Tweedle Dum".

## Listplaceringar
| Lista (1971-1972) | Position             |
| ----------------- | -------------------- |
| Australien        | 15 (Go Set)          |
| Belgien           | 1                    |
| Danmark           | 1 (DR "Top 10")      |
| Finland           | 3                    |
| Frankrike         | 19                   |
| Irland            | 12                   |
| Italien           | 17 (Musica e Dischi) |
| Nederländerna     | 1                    |
| Norge             | 1 (VG-lista)         |
| Nya Zeeland       | 6                    |
| Schweiz           | 1                    |
| Spanien           | 6                    |
| Storbritannien    | 5                    |
| Sverige           | 1 (Kvällstoppen)     |
| Sverige           | 1 (Tio i topp)       |
| Västtyskland      | 2                    |